# Archieparchia Diyarbakır
Archieparchia Diyarbakır – archieparchia Kościoła chaldejskiego w Turcji,  obejmująca wszystkich wiernych tego obrządku żyjących w tym kraju. Powstała w 1553 jako eparchia Amidy. W 1929 została zlikwidowana po tym, jak przez sześć lat po śmierci ostatniego eparchy nie udało się mianować jego następcy. W 1966 została odnowiona już jako archieparchia, której nazwa pochodzi od miasta Diyarbakır w części Turcji zamieszkałej przez Kurdów, pomimo iż w praktyce siedzibą eparchy jest Stambuł. Podlega bezpośrednio chaldejskiemu patriarsze Bagdadu.
Od 16 stycznia 2005, kiedy to zmarł archieparcha abp Paul Karatas, archieparchia pozostawała sede vacante. 22 grudnia 2018 kard. Louis Raphaël przeniósł abp Ramzi Garmou na stolicę Diyarbakır.
24 maja 2023 abp Ramzi Garmou przeszedł na emeryturę, zaś na nowego arcybiskupa został wybrany Sabri Anar.